# 우올뤼우에생피에르

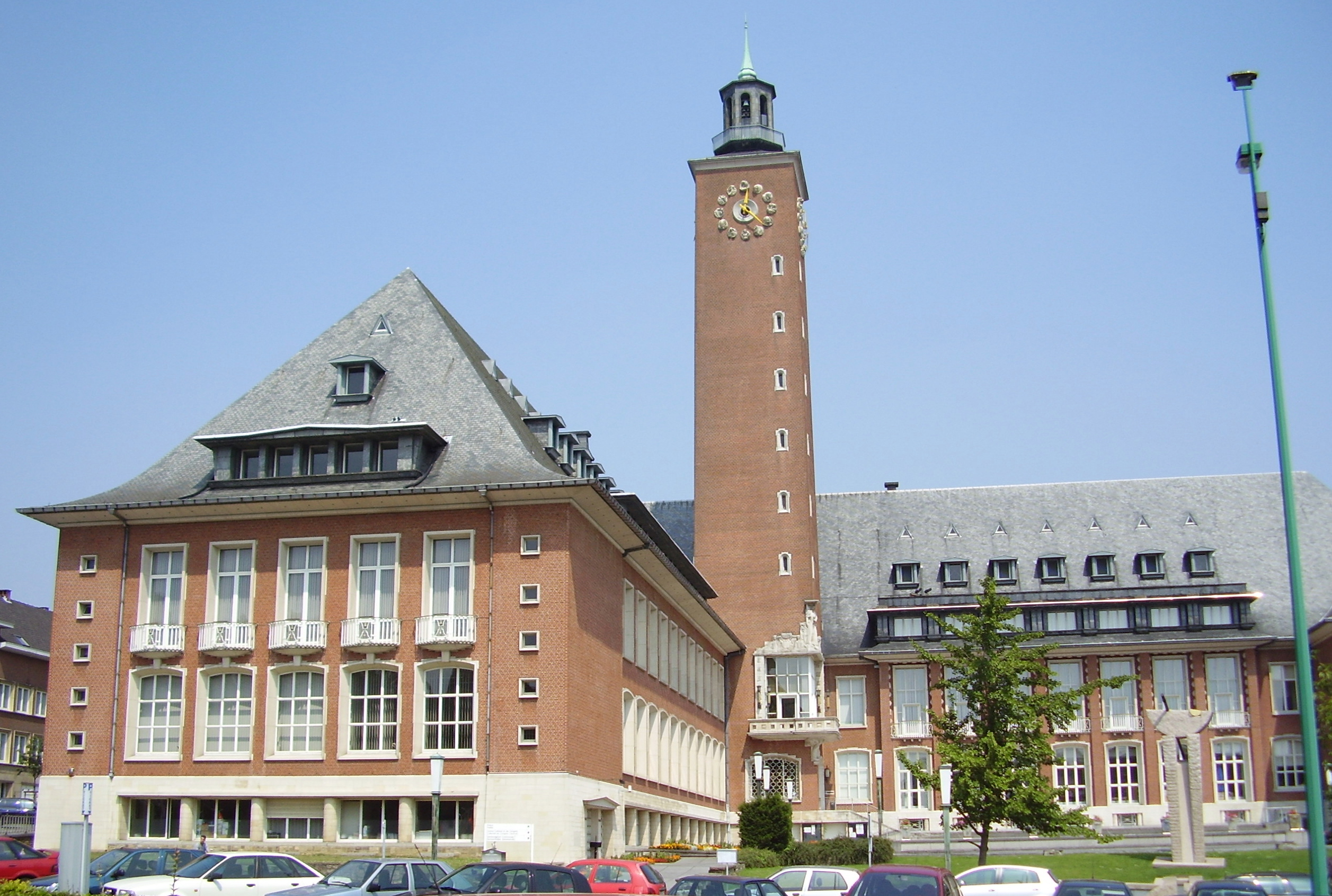
우올뤼우에생피에르

우올뤼우에생피에르(프랑스어: Woluwe-Saint-Pierre, 발음: [wolywe sɛ̃ pjɛʁ]) 또는 신트피터르스볼뤼어(네덜란드어: Sint-Pieters-Woluwe, 발음 [sɪnt ˈpitərs ˈʋoːlyu.ə] ( 듣기))는 벨기에 브뤼셀 수도 지역을 구성하는 19개 지방 자치체 가운데 하나로 면적은 8.85km2, 인구는 40,037명(2013년 1월 1일 기준), 인구 밀도는 4,500명/km2이다.

시기
시 문장

## 같이 보기
- 우올뤼우에생랑베르